# Thagria pardalis
Thagria pardalis är en insektsart som beskrevs av Walker 1857. Thagria pardalis ingår i släktet Thagria och familjen dvärgstritar. Inga underarter finns listade i Catalogue of Life.